# 高橋典幸
高橋 典幸（たかはし のりゆき、1970年 - ）は、日本の歴史学者、東京大学大学院人文社会系研究科教授。専門は中世武家政権。

## 略歴
- 1993年3月 東京大学文学部卒業[1]
- 1995年3月 東京大学大学院人文科学研究科修士課程修了[1]
- 1997年7月 東京大学大学院人文社会系研究科博士課程中退[1]
- 1997年8月 東京大学史料編纂所助手[1]
- 2007年4月 東京大学史料編纂所助教[1]
- 2009年1月 「鎌倉幕府軍制と御家人制」で博士（文学）の学位を取得[1]
- 2012年4月 東京大学大学院人文社会系研究科准教授[1]
- 2021年4月 東京大学大学院人文社会系研究科教授

## 人物
東京大学では当初は戦国大名の研究を志していたが、当時の国史学研究室の石井進、五味文彦、村井章介三教授の影響を受けて鎌倉幕府研究に関心を移した。軍制史の視点から一三世紀から一四世紀にかけて、モンゴル襲来から南北朝期にかけて一貫した研究を志している。また、「あとがき愛読派」を自認している。

## 単著
- 『鎌倉幕府軍制と御家人制』吉川弘文館、2008年
- 『源頼朝―東国を選んだ武家の貴公子』吉川弘文館、2010年

## 編著
- 『日本軍事史』吉川弘文館、2006年（山田邦明・保谷徹・一ノ瀬俊也共編）
- 『戦争と平和 生活と文化の歴史学 5』竹林舎、2014年
- 『十四世紀の歴史学 新たな時代への起点』高志書院、2016年（中島圭一共編）
- 『中世史講義』ちくま新書、2019年（五味文彦共編）
- 『皇位継承 歴史をふりかえり変化を見定める』山川出版社、2019年（春名宏昭・村和明・西川誠共編）
- 『中世史講義【戦乱篇】』ちくま新書、2020年

## 典拠
- https://www.l.u-tokyo.ac.jp/assets/files/teacher/2012-2013/TAKAHASHI_Noriyuki.pdf